# Antechinus subtropicus
Antechinus subtropicus — вид из рода сумчатых мышей семейства хищные сумчатые. Эндемик Австралии.

## Научная классификация
Ранее считался подвидом бурой сумчатой мыши, однако в 2000 году статус был повышен до самостоятельного вида.

## Распространение
Обитает на территории от юго-восточной части австралийского штата Квинсленд, к югу от города Гимпи, до северо-восточной части штата Новый Южный Уэльс. Кроме того, существует изолированная популяция у городка Дорриго. Встречается на высоте до 1000 м.
Естественная среда обитания — тропические леса с лианами. Довольно редко встречается в склерофитовой среде обитания. Распространён в районах с большим количеством сезонных осадков и высокой температурой с незначительными сезонными колебаниями.

## Внешний вид
Средний вес взрослой особи варьирует от 50 до 70 г. Длина тела колеблется от 90 до 140 мм, хвоста — от 65 до 110 мм. Волосяной покров на спине коричневого цвета, ближе к задней части — более тёплого оттенка. Брюхо желтовато-коричневое. Лапы покрыты редким светло-коричневым мехом. Хвост оливково-коричневый, тонкий, со слабым вентральным гребнем.

## Образ жизни
Ведут полудревесный образ жизни. Активность приходится на ночь. Питаются преимущественно насекомыми.

## Размножение
Период размножения приходится на сентябрь. После оплодотворения самки самцы умирают. Беременность длится почти 4 недели. У самок 8 сосков. Детёныши остаются в сумке матери в течение 5 недель.